# Бережівське нафтове родовище
Бережівське нафтове родовище — належить до Монастирищенсько-Софіївського нафтоносного району Східного нафтогазоносного регіону України.

## Опис
Розташоване в Чернігівській області, на відстані 40 км від м. Ічня.
Знаходиться на північному сході схилі Плисківсько-Лисогорівського виступу фундаменту приосьової зони Дніпровсько-Донецької западини. В 1971-72 рр. виявлена куполовидна симетрична складка, видовжена в зах. напрямку, розміри в межах ізогіпси — 4050 м 2,5х1,7 м, амплітуда 60 м.
Перший приплив нафти одержано в 1978 р. з нижньокам'яновугільних відкладів в інтервалі 4169-4189 м. Родовище розкрите 5-а свердловинами. Газові поклади — від четвертинних до турнейських. Колектори теригенні і карбонатні.
Поклади масивно-пластові, склепінчасті.
Експлуатується з 1984 р. Режим пружноводонапірний. Запаси початкові видобувні категорій А+В+С1 — 224 тис.т нафти; розчиненого газу 19 млн. м³. Густина дегазованої нафти 809 кг/м³.